# Цена победы
«Цена победы» (англ. A Shot at Glory) — драматический фильм режиссёра Майкла Корренте 2000 года. Главные роли исполнили Роберт Дюваль и Алли МакКойст. Фильм рассказывает о непростой судьбе небольшого футбольного клуба из Великобритании, участвующего в национальном Кубке и непростых взаимоотношениях главного тренера и легендарного футболиста, бывшего капитана команды.

## Сюжет
Тренер небольшого футбольного клуба из Великобритании решает принять участие в национальном Кубке, чтобы спасти клуб от переезда в Ирландию, которым грозится американский владелец команды. Помочь команде в достижении успеха готов легендарный нападающий, испытывающий проблемы с алкоголем и болельщиками. Проблема в том, что нападающий приходится тренеру зятем и личная неприязнь во многом мешает их плодотворному сотрудничеству.

## В ролях
| Актёр             | Роль           |
| ----------------- | -------------- |
| Роберт Дюваль     | Гордон Маклауд |
| Майкл Китон       | Питер Кэмерон  |
| Брайан Кокс       | Мартин Смит    |
| Алли Маккойст     | Джекки         |
| Кирсти Митчелл    | Кэти           |
| Энди Грэй         | комментатор    |
| Финлэй МакДональд | Эрик           |
| Шила Латимер      | вдова Уилсон   |
| Коул Хаузер       | Келси О'Брайан |
| Оуэн Койл         | камео          |
| Дидье Агате       | камео          |